# Po Saot
Po Saot (?-1693) hay Bà Tranh (Wan Dam, chữ Hán: 婆爭) là vua Chiêm Thành, con của Po Rome, làm vua từ khoảng năm 1659 đến năm 1692 thì bị Nguyễn Phúc Chu bắt được đem về giam.

## Sự nghiệp
Ông là con của Po Rome, vua nước Chiêm. Sau khi cha ông chết, người chú là Bà Thấm (Po Nraup) lên nối ngôi anh.
Năm 1653 sau khi bị đánh bại, Bà Thấm chẳng bao lâu thì mất, Chúa Nguyễn đặt ra từ phía Tây sông Phan Rang trở vào.
Mãi đến năm 1692, ông lên ngôi vua, Chiêm Thành bây giờ bị kém cả, được mấy nghìn người nữa bị chia ra làm ra 3 nước. Nhà nước Đàng Trong (Đại Việt) thừa thế sang đánh. 
Quân Đại Việt đã đánh bắt được ông cùng bọn thần tử: Kế Bá Tử, Tả Trà Viên, Bà Ân. Chúa Nguyễn đổi đất Chiêm là Thuận Phủ, cho hai người ông thần tử làm Khâm lí.Bà Ân làm đề đốc giữ Thuận Phủ. Bắt người Chiêm Thành mặc y phục như người Việt. Qua năm sau, đổi Thuận Phủ làm Thuận Thành trấn.
Phong ông Kế Bá Tử làm Tả Đô đốc. Còn ông thì giam ở Hòn Chèn rồi mất. Năm 1697, chúa Nguyễn đặt phủ Bình Thuận lấy đất Phan Lí, Phan Rang làm huyện Yên Phúc, huyện Hoà Đa.
Từ đó, Chiêm Thành mất hẳn.

## Đoạn kết tại Lịch sử Chăm Pa
Sau cái chết của ông,năm 1832 thì Chăm Pa hoàn toàn sáp nhập vào nước Đại Nam của người Việt.
Như vậy, Chăm Pa khởi đầu từ năm 192 cho đến năm 1832 thì đến đây là hết.

## Chú thícTham khảo
1. ↑  Việt Nam sự lược, trang 334